# Barichneumon sedulus
Barichneumon sedulus är en stekelart som först beskrevs av Johann Ludwig Christian Gravenhorst 1820.  Barichneumon sedulus ingår i släktet Barichneumon och familjen brokparasitsteklar. Inga underarter finns listade.